# Andrew Miller (acteur)
Pour les articles homonymes, voir Andrew Miller et Miller.
Andrew Miller né le 25 février 1969 à Toronto, Ontario, est un acteur, producteur, réalisateur et scénariste canadien.
Il est notamment connu pour avoir interprété Kazan dans le film Cube.

## Filmographie

### Acteur

#### Cinéma
- 1990 : Princes in Exile de Giles Walker : Tyler
- 1991 : Perfectly Normal (en) de Yves Simoneau : Pizza Guy
- 1991 : South of Wawa (en) de Robert Boyd : Simon
- 1992 : Oh, What a Night (en) de Eric Till : Donald
- 1993 : La delegazione de Aleksandr Galin :
- 1994 : Boozecan de Nicholas Campbell :  Eric
- 1994 : Le Douzième Juré (Trial by Jury) de Heywood Gould : Krasny
- 1994 : Descente à Paradise (Trapped in Paradise) de George Gallo : Député Myers
- 1995 : Le Dernier Cheyenne (Last of the Dogmen) de Tab Murphy : Briggs
- 1997 : Cube de Vincenzo Natali : Kazan
- 1998 : Circles de Adam Kreutner : Garrett Winters
- 2003 : Nothing de Vincenzo Natali : Andrew

#### Télévision

##### Téléfilms
- 1992 : A Savage Christmas: The Fall of Hong Kong de Brian McKenna : Ike Friesen
- 1993 : Family Pictures (en) de Philip Saville : Bob
- 1993 : J. F. K. : Le Destin en marche (JFK: Reckless Youth) de Harry Winer : Rip Horton
- 1998 : Thanks of a Grateful Nation (en) de Rod Holcomb : Jeff Bradford
- 2010 : Iris Expanding de Thomas Richter : Adam

##### Séries télévisées
- 1986 : Hangin' In (en) : Andy / Arthur
- 1987-1988 : Check It Out (en) : Derek
- 1990 : Le ranch de l'espoir (en) (Neon Rider) : John Doe / John Rudkin
- 1993 : Secret Service (en) : Alfred
- 1993 : Promo 96 : Andrew
- 1994 : Le Justicier des ténèbres (Forever Knight) : Andrew
- 1998 : Psi Factor, chroniques du paranormal (Psi Factor: Chronicles of the Paranormal) : Scott Benson

### Producteur
- 2003 : Nothing de Vincenzo Natali (coproducteur)
- 2008-2009 : Imaginary Bitches (en) (producteur exécutif / producteur 14 épisodes)
- 2011-2012 : The Secret Circle
- 2015 : Backstrom

### Réalisateur
- 2008 : Cooking to Get Lucky (5 épisodes)
- 2008-2009 : Imaginary Bitches (en) (14 épisodes)
- 2010 : Boy Meets Girl (court métrage)
- 2013-2014 : Firsts (2 épisodes)

### Scénariste
- 1999 : Simon Sez : Sauvetage explosif de Kevin Elders
- 2000 : Boys and Girls de Robert Iscove
- 2003 : Nothing de Vincenzo Natali
- 2008-2009 : Imaginary Bitches (en) (12 épisodes)
- 2011-2012 : The Secret Circle
- 2015 : Backstrom

## Distinctions
- Prix Génie 1982 : nomination pour le meilleur acteur dans un second rôle pour Oh, What a Night (en)
- Daytime Emmy Awards 2009 : nomination collective dans la catégorie « New Approaches - Daytime Entertainment » pour Imaginary Bitches (en)